# Česnek hranatý
Česnek hranatý (Allium angulosum) je druh jednoděložné rostliny z čeledi amarylkovité.

## Popis
Jedná se o vytrvalou cca 20–45 cm vysokou rostlinu s podzemní cibulí, cibule je podlouhle válcovitá, obalné šupiny se síťnatě nerozpadají. Lodyha je zvláště nahoře ostře hranatá. Listy jsou přisedlé, čepele jsou čárkovité, žlábkovité, na rubu ostře kýlnaté, asi 10–25 cm dlouhé a asi 1,5–6 mm široké. Květy jsou uspořádány do květenství, jedná se o lichookolík (stažený šroubel), který je polokulovitý a má asi 2,5-4,5 cm v průměru. Okvětní lístky jsou cca 4–6 mm dlouhé a 1,5-2,5 mm široké, červenofialové. Tyčinky jsou o něco kratší než okvětí až stejně dlouhé, prašníky jsou žluté a později až červené, z okvětí mítně vyčnívající, nitky jsou bez zoubků. Plodem je tobolka.

## Rozšíření ve světě
Jedná se o euroasijský druh. V Evropě se vyskytuje na západ po východní Francii, na jih po severní Itálii a severní Balkán, na sever po severní Německo a ojediněle proniká podél Baltu až do jižního Finska. Na východ sahá jeho areál hluboko do Asie, je rozšířen přes střední Asii a pobřeží Kaspického moře až po střední Sibiř.

## Rozšíření v Česku
V ČR roste hlavně v nížinných oblastech středních a východních Čech a na střední a jižní Moravě. Jedná se o silně ohroženou rostlinu flóry ČR, kategorie C2. Roste často na aluviálních loukách ve svazu Cnidion venosi. V jiných oblastech se vyskytuje jen výjimečně.